# Мазуров, Георгий Георгиевич
Георгий Георгиевич Мазуров (11 апреля 1908, Ленинград, Российская империя — 8 мая 1981, Москва, СССР) — советский спортсмен, многократный чемпион СССР по прыжкам в воду. Заслуженный мастер спорта СССР (1946).

## Биография
Сын княжны Александры Сергеевны Путятиной и генерал-майора морского флота Георгия Николаевича Мазурова — младший в семье. Его, пятилетнего, отец на короткое время брал в Ставку, в Могилёв, где служил последние годы войны.
Георгий Мазуров, рано лишившись отца, в 9 лет начал работать, помогая взрослым мастеровым заливать крыши домов смолой. В детстве проявились его спортивные наклонности и способности, что позволило ему в дальнейшем стать 11-кратным чемпионом СССР по прыжкам в воду, заслуженным мастером спорта СССР, почетным председателем всесоюзной федерации по прыжкам в воду
В 1935 году после покушения на секретаря ЦК ВКП(б) Сергея Кирова, совершенного в Ленинграде 1 декабря 1934 года, как сын царского адмирала, был выслан в Куйбышев. В городе привлекался к обслуживанию футбольных матчей — 18 октября 1935 судил товарищеский матч «Локомотив» (Куйбышев) и «Казанка» (Московско-Казанская железная дорога) (1:2).
С первых дней войны он добровольно ушёл в армию, сражаясь в рядах Отдельного мотострелкового батальона особого назначения, участвовал в обороне Москвы, неоднократно был ранен.
В начале 50-х годов Мазуров из-за своего дворянского происхождения был арестован по статье УК о борьбе с деклассированными элементами: тунеядцами, проститутками и т. п. — и вместе с женой выслан в Красноярский край, в село Еланку, где работал учителем физкультуры в школе, а для заработка копал колодцы.
После реабилитации в 1953 г. возвратился в Москву и продолжал работать в Центральном Совете общества «Динамо».
Судья всесоюзной категории по плаванию и прыжкам в воду.
8 мая 1981 года участвовал в репетиции спортивного парада в честь Дня Победы. Вечером он почувствовал себя плохо. Той же ночью умер в больнице.
Похоронен на Донском кладбище в Москве.

## Награды
- Медаль «За трудовую доблесть» (27.04.1957) — «за успехи, достигнутые в деле развития массового физкультурного движения в стране, повышения мастерства советских спортсменов, и успешное выступление на международных соревнованиях»